# CP Андромеды
CP Андромеды (лат. CP Andromedae) — двойная затменная переменная звезда типа Алголя (EA) в созвездии Андромеды на расстоянии приблизительно 3192 световых лет (около 978 парсеков) от Солнца. Видимая звёздная величина звезды — от +12,9m до +11,4m. Орбитальный период — около 3,609 суток.

## Характеристики
Первый компонент — белая звезда спектрального класса A5, или A7. Масса — около 2,14 солнечных, радиус — около 2,56 солнечных, светимость — около 23,47 солнечных. Эффективная температура — около 8029 K.
Первый компонент — жёлтый субгигант спектрального класса G8IV. Масса — около 1,34 солнечной, радиус — около 3,44 солнечных, светимость — около 14,66 солнечных. Эффективная температура — около 6110 K.